# 学校文法
学校文法（がっこうぶんぽう）とは、現代日本の学校教育において、国語教育の際に準拠している文法のことである。教科（書）文法、文部省文法などとも呼ばれる。普通は現代日本語の文法を指す（本項で詳述する）が、古典（文語体）の文法も含む。教養教育（職業訓練でない学校教育）での外国語の文法についていうこともある。

## 概説
学校文法は橋本文法をベースとしている（経緯は#歴史の節を参照）。
橋本文法と同様に、文を可能な限り句切ったものとして文節を定め（さらに細かい単位に「語」があるが、詳細はここでは略す）、品詞を名詞・動詞・形容詞・形容動詞・副詞・連体詞・感動詞・接続詞・助詞・助動詞の10種（または名詞を名詞と代名詞に分けて11種）に分類する。
しかし、学校文法について詳細までを議論した大系といったようなものはなく、原典（注: 学校文法の、であって橋本文法の、ではない）と言える『中等文法』を基とし、学習指導要領をはじめとする告示や検定教科書他各種教科書・参考書・学習用辞書に書かれている内容（実際のところ揺れがある）の総体が「学校文法」というものである、としか言えず、例えば常用漢字や現代仮名遣いのように明確に定義されているものではない。

## 歴史
1943年、文部省は国定教科書『中等文法』を編纂した。これの指導にあたったのが橋本進吉であり、高弟の岩淵悦太郎が執筆を担当した。このため、その文法は橋本文法の影響を受けたものとなった。特に、国文法学の術語である「文節」の語とその概念を中等教育を通して広く一般化することとなった。戦後教育の教科書における文法の原典となったのは、これを基にした1947年の教科書『中等文法 口語』と『中等文法 文語』である。このため学校文法は橋本文法と同一視されることが多いが、両者は（厳密には）区別して理解すべきものと考えられる。例を挙げるならば、橋本は助詞を「断続の意味なきもの」「続くもの」「切れるもの」と類別のうえ9種（『国語法要説』）ないし10種（『日本文法論』）に分類しているが、学校文法ではそのような類別はなく分類も細かくない。
学校文法は、最初にそれなりの完成度があったためということもあるが、その後大きな改良をされることはなく、またチョムスキーらによって戦後発展した言語学や、国文法学者による現代日本語文法の研究が反映されることもなく現在に至っている（たとえば形容動詞という品詞を認めるか否か、といった議論が著名であろう。詳しくは「形容動詞」の記事を参照）。これについての批判は1950年代から始まっている（後述）。またこのことが、国文法の研究は昭和15年頃の橋本の文法より先に進んでいないといった誤解をもたらし、たとえば金谷武洋の（「主語」はいらないという本説はともかくとして）「三上章は完全に黙殺された」等の説が氾濫する下地となっている。

## 批判

### 批判の経過
1950年代の、鈴木重幸「学校文法批判 動詞論を中心として」（民主主義科学者協会・言語部会監修『理論別冊　国語問題の現代的展開』、1954年）をはじめ、主として言語学研究会に所属する奥田靖雄をはじめとする多くの言語学者・日本語学者らから批判を受けた。また、改善の提案として、言語学研究会の指導を受けた教育科学研究会・国語部会が1960年代以降刊行を続けている『にっぽんご』シリーズがある。現代日本語文法研究の発展や現代言語学的な見地の普及などもあり、学校文法の改善の必要性の認識は少しずつではあるが広まっている。
現代の言語学・日本語学の視点では、「助動詞」は接尾辞や活用語尾に当たり、また文節が文の構造を反映していない、日本語が主題優勢言語であるために特徴的な文（いわゆる「うなぎ文」など）が説明できない、など多くの問題点がある。

### 国語教育以外で
外国人教育など、日本語を母語としない人に対する（国語教育ではなく）「日本語教育」においては、学校文法をベースとした教育は行われておらず、学校文法ないし、現在の国語教育の学校文法をベースとした教育法の限界を示すものとみなされている。